# Endlicheria ruforamula
Endlicheria ruforamula är en lagerväxtart som beskrevs av Chanderb.. Endlicheria ruforamula ingår i släktet Endlicheria och familjen lagerväxter. Inga underarter finns listade i Catalogue of Life.